# Clã Hay
O Clã Hay é um clã escocês da região das Terras Baixas, Escócia.
O atual chefe é Merlin Sereld Hay, 24º Earl de Erroll.